# Markea sturmii
Markea sturmii är en potatisväxtart som beskrevs av José Cuatrecasas. Markea sturmii ingår i släktet Markea och familjen potatisväxter. Inga underarter finns listade i Catalogue of Life.